# Gospodarstvo Armenije
Gospodarstvo Armenije predstavlja nacionalno gospodarstvo Republike Armenije koje se uglavnom temelji na industriji i poljoprivredi.
Tijekom sovjetskog razdoblja i planske ekonomije, Armenija je razvila snažnu industriju, proizvodnju alatnih strojeva, tekstila i drugih proizvoda. Od osamostaljenja okrenula se poljoprivredi na malim površinama. Industrijska proizvodnja i dalje čini preko 30% bruto domaćeg proizvoda (BDP), a preko 40% radne snage zaposleno je u industriji i građevinarstvu. Obrađuju se: zlato, bakar, cink i srebro. Strojevi i sintetičke gume su glavni proizvodi.
Armenija ima jedinu nuklearnu elektranu u kavkaskoj regiji, koju je naslijedila od sovjetskog doba. Na sreću nije oštećena tijekom potresa 1988., kada je stradalo mnogo infrastrukture, a čije posljedice su se osjetili sve do sredine 1990. godine.
Nakon stjecanja nezavisnosti od SSSR-a, Armenija je ostavila rusku valutu nekoliko godina, dok nije počela koristiti armenski dram kao nacionalnu valutu, zbog komplikacija nastalih prilikom oslanjanja na monetarnu politiku Ruske Federacije.
Nakon nekoliko godina dvoznamenkastog gospodarskog rasta, Armenija se suočila s dubokom recesijom 2009. godine, pretrpjevši pad BDP-a od 14% te godine. Sljedeće godine dogodio se gospodarski rast od 5%, ali 2011. opet je bila teška recesijska godina.
Armenija ima i devizne rezerve u inozemstvu koje iznose 1,823 milijardi USD.